# Marie-Victorin (circonscription provinciale)
Pour les articles homonymes, voir Marie-Victorin (homonymie).
Circonscription électorale provinciale du Canada
Marie-Victorin est une circonscription électorale provinciale du Québec située dans la région administrative de la Montérégie. Elle a été créée en 1980, détachée des circonscriptions de Taillon et de Laporte. Le nom a été attribué en l'honneur du frère Marie-Victorin, grand botaniste québécois qui résida et enseigna une partie de sa vie à Longueuil. 

## Historique
La circonscription de Marie-Victorin a été créée en 1980, détachée de Taillon et de Laporte. Elle comprenait alors une partie de la ville de Longueuil dans ses limites d'alors. En 1992, la circonscription est agrandie d'un secteur de Longueuil qui était auparavant dans Laporte. Puis, en 2011 une autre section de la ville de Longueuil est ajoutée à la circonscription, détachée de Taillon.

## Territoire et limites
La circonscription de Marie-Victorin comprend une partie de la ville de Longueuil, soit le cœur de l'arrondissement du Vieux-Longueuil, au sud du chemin de Chambly et à l'exclusion de l'ancienne ville de Le Moyne.

## Liste des députés
| Législature                                    | Années       | Député             | Député            | Parti            |
| ---------------------------------------------- | ------------ | ------------------ | ----------------- | ---------------- |
| Marie-Victorin Créée depuis Laporte et Taillon |              |                    |                   |                  |
| 32e                                            | 1981–1983    |                    | Pierre Marois     | Parti québécois  |
| 32e                                            | 1984–1985    |                    | Guy Pratt         | Libéral          |
| 33e                                            | 1985–1989    |                    | Cécile Vermette   | Parti québécois  |
| 34e                                            | 1989–1994    |                    | Cécile Vermette   | Parti québécois  |
| 35e                                            | 1994–1998    |                    | Cécile Vermette   | Parti québécois  |
| 36e                                            | 1998–2003    |                    | Cécile Vermette   | Parti québécois  |
| 37e                                            | 2003–2007    |                    | Cécile Vermette   | Parti québécois  |
| 38e                                            | 2007–2008    | Bernard Drainville |                   | Parti québécois  |
| 39e                                            | 2008–2012    | Bernard Drainville |                   | Parti québécois  |
| 40e                                            | 2012–2014    | Bernard Drainville |                   | Parti québécois  |
| 41e                                            | 2014–2016    | Bernard Drainville |                   | Parti québécois  |
| 41e                                            | 2016–2018    | Catherine Fournier |                   | Parti québécois  |
| 42e                                            | 2018–2019    | Catherine Fournier |                   | Parti québécois  |
| 42e                                            | 2019–2021    | Catherine Fournier |                   | Indépendant      |
| 42e                                            | 2022–2022    |                    | Shirley Dorismond | Coalition avenir |
| 43e                                            | 2022–présent |                    | Shirley Dorismond | Coalition avenir |

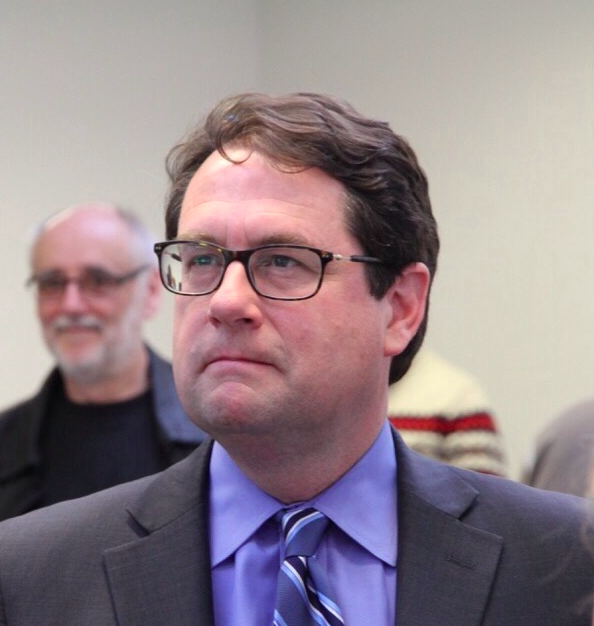
Bernard Drainville est député de Marie-Victorin pour le Parti québécois de 2007 à 2016.
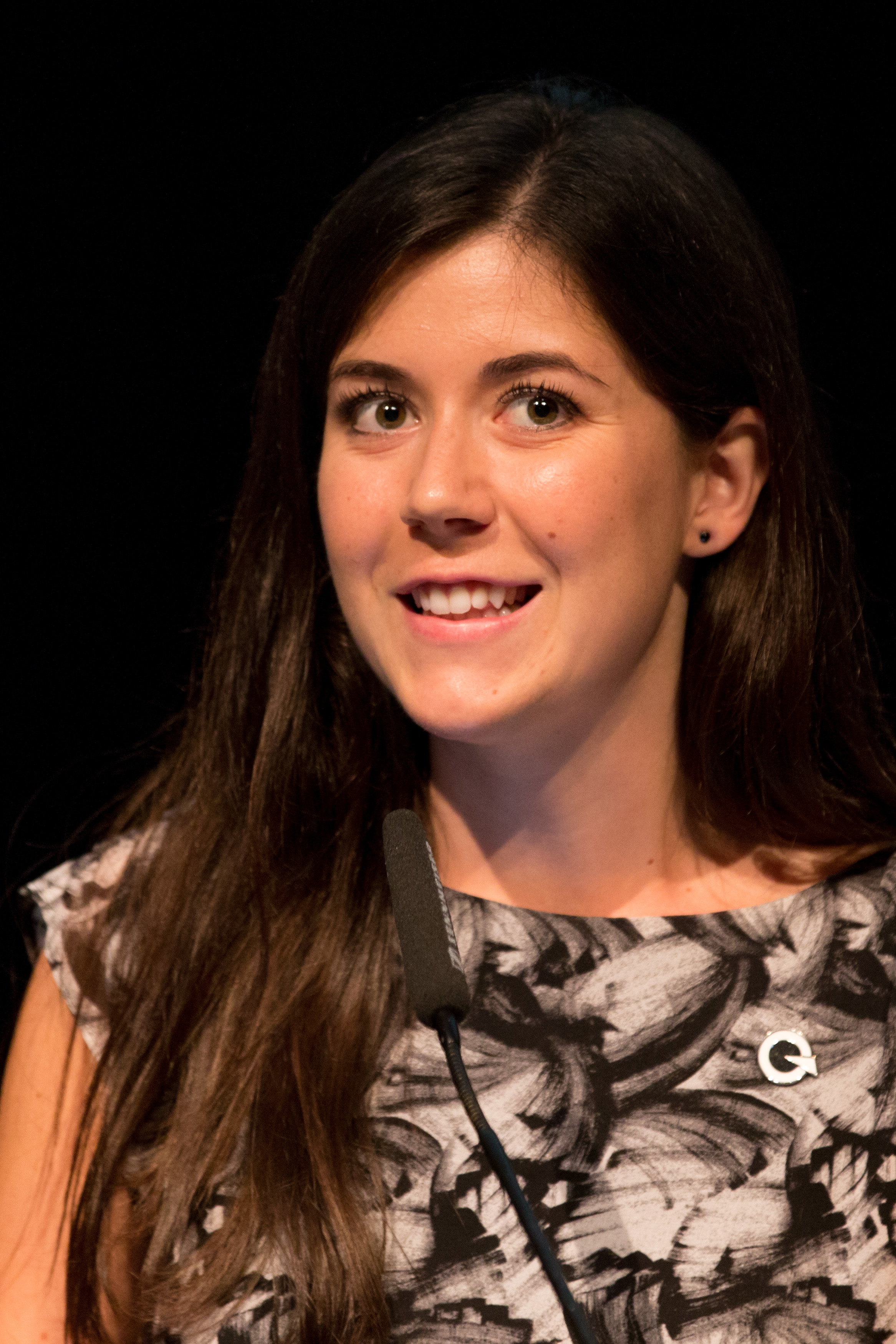
Catherine Fournier est députée de Marie-Victorin de 2016 à 2021.

## Résultats électoraux

### Évolution pour les principaux partis
| |
| - Parti québécois - Parti libéral - Union nationale (ancien) - Action démocratique (ancien) - Québec solidaire - Coalition avenir - Parti conservateur |

### Résultats détaillés
|                                                                                               | Nom                        | Parti              | Nombre de voix | %      | Maj.  |
| --------------------------------------------------------------------------------------------- | -------------------------- | ------------------ | -------------- | ------ | ----- |
|                                                                                               | Shirley Dorismond          | Coalition avenir   | 9 212          | 33,1 % | 2 299 |
|                                                                                               | Pierre Nantel              | Parti québécois    | 6 913          | 24,8 % | -     |
|                                                                                               | Shophika Vaithyanathasarma | Québec solidaire   | 6 307          | 22,7 % | -     |
|                                                                                               | Lyes Chekal                | Libéral            | 2 793          | 10 %   | -     |
|                                                                                               | Lara Stillo                | Conservateur       | 1 952          | 7 %    | -     |
|                                                                                               | Vincent Aquin-Belleau      | Vert               | 308            | 1,1 %  | -     |
|                                                                                               | Martine Ouellet            | Climat Québec      | 260            | 0,9 %  | -     |
|                                                                                               | Pierre Chénier             | Marxiste-léniniste | 48             | 0,2 %  | -     |
|                                                                                               | Florent Portron            | Équipe autonomiste | 27             | 0,1 %  | -     |
| Total                                                                                         | Total                      | Total              | 27 820         | 100 %  |       |
| Le taux de participation lors de l'élection était de 61,6 % et 418 bulletins ont été rejetés. |                            |                    |                |        |       |

|                                                                                               | Nom                        | Parti                               | Nombre de voix | %      | Maj. |
| --------------------------------------------------------------------------------------------- | -------------------------- | ----------------------------------- | -------------- | ------ | ---- |
|                                                                                               | Shirley Dorismond          | Coalition avenir                    | 5 697          | 35 %   | 797  |
|                                                                                               | Pierre Nantel              | Parti québécois                     | 4 900          | 30,1 % | -    |
|                                                                                               | Shophika Vaithyanathasarma | Québec solidaire                    | 2 316          | 14,2 % | -    |
|                                                                                               | Anne Casabonne             | Conservateur                        | 1 696          | 10,4 % | -    |
|                                                                                               | Émilie Nollet              | Libéral                             | 1 130          | 6,9 %  | -    |
|                                                                                               | Martine Ouellet            | Climat Québec                       | 310            | 1,9 %  | -    |
|                                                                                               | Alex Tyrrell               | Vert                                | 142            | 0,9 %  | -    |
|                                                                                               | Shawn Lalande McLean       | Accès propriété                     | 42             | 0,3 %  | -    |
|                                                                                               | Michel Blondin             | Parti pour l'indépendance du Québec | 21             | 0,1 %  | -    |
|                                                                                               | Michel Lebrun              | Union nationale                     | 17             | 0,1 %  | -    |
|                                                                                               | Philippe Tessier           | Indépendant                         | 17             | 0,1 %  | -    |
|                                                                                               | Florent Portron            | Équipe autonomiste                  | 11             | 0,1 %  | -    |
| Total                                                                                         | Total                      | Total                               | 16 299         | 100 %  |      |
| Le taux de participation lors de l'élection était de 36,1 % et 188 bulletins ont été rejetés. |                            |                                     |                |        |      |

|                                                                                               | Nom                           | Parti                | Nombre de voix | %      | Maj. |
| --------------------------------------------------------------------------------------------- | ----------------------------- | -------------------- | -------------- | ------ | ---- |
|                                                                                               | Catherine Fournier (sortante) | Parti québécois      | 8 952          | 30,8 % | 705  |
|                                                                                               | Martyne Prévost               | Coalition avenir     | 8 247          | 28,4 % | -    |
|                                                                                               | Carl Lévesque                 | Québec solidaire     | 6 295          | 21,7 % | -    |
|                                                                                               | Sonia Ziadé                   | Libéral              | 4 418          | 15,2 % | -    |
|                                                                                               | Laeticia Poiré-Hill           | Vert                 | 625            | 2,2 %  | -    |
|                                                                                               | Myriam de Grandpré-Ruel       | NPD Québec           | 310            | 1,1 %  | -    |
|                                                                                               | Shirley Cedent                | Changement Intégrité | 98             | 0,3 %  | -    |
|                                                                                               | Pierre Chénier                | Marxiste-léniniste   | 60             | 0,2 %  | -    |
|                                                                                               | Florent Portron               | Équipe autonomiste   | 45             | 0,2 %  | -    |
| Total                                                                                         | Total                         | Total                | 29 050         | 100 %  |      |
| Le taux de participation lors de l'élection était de 62,9 % et 546 bulletins ont été rejetés. |                               |                      |                |        |      |

|                                                                                               | Nom                       | Parti                        | Nombre de voix | %      | Maj.  |
| --------------------------------------------------------------------------------------------- | ------------------------- | ---------------------------- | -------------- | ------ | ----- |
|                                                                                               | Catherine Fournier        | Parti québécois              | 6 302          | 52,5 % | 4 599 |
|                                                                                               | Carl Lévesque             | Québec solidaire             | 1 703          | 14,2 % | -     |
|                                                                                               | Julie Chapdelaine         | Coalition avenir             | 1 699          | 14,2 % | -     |
|                                                                                               | Normand Parisien          | Libéral                      | 1 613          | 13,4 % | -     |
|                                                                                               | Vincent J. Carbonneau     | Vert                         | 315            | 2,6 %  | -     |
|                                                                                               | Fabien Villemaire         | Option nationale             | 109            | 0,9 %  | -     |
|                                                                                               | Roch Dumont               | Travailliste                 | 101            | 0,8 %  | -     |
|                                                                                               | Hoang Nam Nguyen          | Conservateur                 | 90             | 0,7 %  | -     |
|                                                                                               | Shirley Cedent            | Changement Intégrité         | 30             | 0,2 %  | -     |
|                                                                                               | Florent Portron           | Équipe autonomiste           | 22             | 0,2 %  | -     |
|                                                                                               | Étienne Turgeon Pelletier | Parti indépendantiste (2008) | 21             | 0,2 %  | -     |
| Total                                                                                         | Total                     | Total                        | 12 005         | 100 %  |       |
| Le taux de participation lors de l'élection était de 25,7 % et 147 bulletins ont été rejetés. |                           |                              |                |        |       |

|                                                                                               | Nom                          | Parti              | Nombre de voix | %      | Maj.  |
| --------------------------------------------------------------------------------------------- | ---------------------------- | ------------------ | -------------- | ------ | ----- |
|                                                                                               | Bernard Drainville (sortant) | Parti québécois    | 11 614         | 38,2 % | 3 688 |
|                                                                                               | Jean-Guy Tremblay            | Libéral            | 7 926          | 26 %   | -     |
|                                                                                               | Guillaume Provencher         | Coalition avenir   | 6 269          | 20,6 % | -     |
|                                                                                               | Carl Lévesque                | Québec solidaire   | 3 518          | 11,6 % | -     |
|                                                                                               | Catherine Lovatt-Smith       | Vert               | 707            | 2,3 %  | -     |
|                                                                                               | Fabien Villemaire            | Option nationale   | 244            | 0,8 %  | -     |
|                                                                                               | Pierre Chénier               | Marxiste-léniniste | 107            | 0,4 %  | -     |
|                                                                                               | Florent Portron              | Équipe autonomiste | 44             | 0,1 %  | -     |
| Total                                                                                         | Total                        | Total              | 30 429         | 100 %  |       |
| Le taux de participation lors de l'élection était de 66,3 % et 591 bulletins ont été rejetés. |                              |                    |                |        |       |

|                                                                                               | Nom                          | Parti                        | Nombre de voix | %      | Maj.  |
| --------------------------------------------------------------------------------------------- | ---------------------------- | ---------------------------- | -------------- | ------ | ----- |
|                                                                                               | Bernard Drainville (sortant) | Parti québécois              | 15 506         | 47,1 % | 8 387 |
|                                                                                               | Simon Jolin-Barrette         | Coalition avenir             | 7 119          | 21,6 % | -     |
|                                                                                               | Farida Chemmakh              | Libéral                      | 5 773          | 17,5 % | -     |
|                                                                                               | Carl Lévesque                | Québec solidaire             | 2 702          | 8,2 %  | -     |
|                                                                                               | Olivier Chauvin              | Option nationale             | 832            | 2,5 %  | -     |
|                                                                                               | Mathieu Yargeau              | Vert                         | 648            | 2 %    | -     |
|                                                                                               | Jean Baillargeon             | Coalition constituante       | 244            | 0,7 %  | -     |
|                                                                                               | Yves Ménard                  | Parti indépendantiste (2008) | 94             | 0,3 %  | -     |
| Total                                                                                         | Total                        | Total                        | 32 918         | 100 %  |       |
| Le taux de participation lors de l'élection était de 71,9 % et 489 bulletins ont été rejetés. |                              |                              |                |        |       |

## Référendums
|  | Référendum                     | % du OUI | % du NON | Taux de participation |
|  | Accord de Charlottetown (1992) | 30,14 %  | 69,86 %  | 82,80 %               |
|  | Référendum de 1995             | 60,54 %  | 39,46 %  | 93,14 %               |